# Krajský přebor – Brno 1953
Krajský přebor – Brno 1953 byl jednou ze 21 skupin 3. nejvyšší fotbalové soutěže v Československu. O titul přeborníka Brněnského kraje soutěžilo 12 týmů každý s každým jednokolově od května 1953 do října téhož roku. Jednalo se o 5. z 11 ročníků soutěže (1949–1959/60).
Vítězné mužstvo DSO Sokol Lanžhot sehrálo dvě vyzývací utkání o postup do 2. nejvyšší soutěže (Celostátní čs. soutěž v kopané) pro ročník 1954 s A-mužstvem Rudé hvězdy Brno, která v tomto souboji hájila druholigovou příslušnost. První utkání v Lanžhotě mělo být sehráno již v neděli 15. listopadu 1953, nakonec se hrálo přesně o týden později v neděli 22. listopadu 1953 a Lanžhot v něm zvítězil 2:1. Odveta se hrála v neděli 29. listopadu 1953 v Brně a byla jasnou záležitostí domácí Rudé hvězdy, která vyhrála vysoko 8:0. RH Brno tak obhájila svoje místo ve druhé nejvyšší soutěži, Sokol Lanžhot zůstal v krajském přeboru.
Soutěže se účastnilo mj. mužstvo DSO Spartak MEZ Židenice, které tak sestoupilo z nejvyšší československé soutěže (1952) o dvě úrovně níže.

## Konečná tabulka
| Poř. | Tým                           | Z  | V  | R | P | VG | OG | B  |
| ---- | ----------------------------- | -- | -- | - | - | -- | -- | -- |
| 1.   | DSO Sokol Lanžhot             | 11 | 10 | 0 | 1 | 60 | 15 | 20 |
| 2.   | DSO Spartak TOS Kuřim         | 11 | 7  | 2 | 2 | 51 | 30 | 16 |
| 3.   | DSO Spartak ZJŠ Brno          | 11 | 7  | 1 | 3 | 43 | 20 | 15 |
| 4.   | DSO Slavoj Vyškov (N)         | 11 | 7  | 1 | 3 | 33 | 28 | 15 |
| 5.   | DSO Jiskra Břeclav (N)        | 11 | 7  | 0 | 4 | 39 | 32 | 14 |
| 6.   | DSO Spartak MEZ Židenice (S)  | 11 | 6  | 1 | 4 | 25 | 22 | 13 |
| 7.   | Dům armády Brno (N)           | 11 | 5  | 1 | 5 | 34 | 37 | 11 |
| 8.   | DSO Spartak Boskovice (N)     | 11 | 4  | 0 | 7 | 32 | 36 | 8  |
| 9.   | DSO Slavia VŠ Brno (N)        | 11 | 4  | 0 | 7 | 23 | 36 | 8  |
| 10.  | DSO Tatran Husovice (N)       | 11 | 2  | 1 | 8 | 14 | 42 | 5  |
| 11.  | DSO Jiskra Znojmo (N)         | 11 | 1  | 2 | 8 | 11 | 46 | 4  |
| 12.  | Rudá hvězda Brno II („B“) (N) | 11 | 1  | 1 | 9 | 17 | 38 | 3  |

Poznámky:
- Z = Odehrané zápasy; V = Vítězství; R = Remízy; P = Prohry; VG = Vstřelené góly; OG = Obdržené góly; B = Body; (S) = Mužstvo sestoupivší z vyšší soutěže; (N) = Nováček (postoupivší z nižší soutěže)

|  | Sestup do skupin Krajské soutěže – Brno 1954 |
|  | Sestup do Brněnského městského přeboru 1954  |